# Nogometni Klub Maribor 2010-2011
Questa voce raccoglie le informazioni riguardanti il Nogometni Klub Maribor nelle competizioni ufficiali della stagione 2010-2011.

## Organigramma societario
- Presidente: Drago Čotar
- Direttore sportivo: Zlatko Zahovič
- Direttore: Bojan Ban
- Segretario: Uroš Jurišič
- Allenatore: Darko Milanič
- Vice allenatore: Ante Šimundža
- Preparatore dei portieri: Janko Veselič
- Fisioterapista: Zlatko Milišić
- Medico sociale: Matjaž Vogrin

## Rosa
| N. |                     | Ruolo | Calciatore        |
| -- | ------------------- | ----- | ----------------- |
| 2  | Slovenia (bandiera) | C     | Matic Črnic       |
| 3  | Slovenia (bandiera) | D     | Elvedin Džinič    |
| 7  | Slovenia (bandiera) | C     | Aleš Mejač        |
| 8  | Croazia (bandiera)  | C     | Dejan Mezga       |
| 9  | Brasile (bandiera)  | A     | Marcos Tavares    |
| 10 | Croazia (bandiera)  | C     | Tomislav Pavličić |
| 11 | Slovenia (bandiera) | A     | Dragan Jelič      |
| 12 | Slovenia (bandiera) | P     | Marko Pridigar    |
| 13 | Slovenia (bandiera) | P     | Matej Radan       |
| 14 | Slovenia (bandiera) | A     | Vito Plut         |
| 15 | Slovenia (bandiera) | D     | Suad Filekovič    |
| 17 | Slovenia (bandiera) | A     | Dalibor Volaš     |
| 20 | Slovenia (bandiera) | C     | Goran Cvijanovič  |
| 21 | Slovenia (bandiera) | C     | Armin Bačinovič   |
| 23 | Slovenia (bandiera) | D     | Mitja Rešek       |

| N. |                     | Ruolo | Calciatore          |
| -- | ------------------- | ----- | ------------------- |
| 25 | Slovenia (bandiera) | C     | Semir Spahić        |
| 26 | Slovenia (bandiera) | D     | Aleksander Rajčevič |
| 27 | Slovenia (bandiera) | C     | Josip Iličič        |
| 28 | Slovenia (bandiera) | D     | Mitja Viler         |
| 29 | Slovenia (bandiera) | C     | Timotej Dodlek      |
| 32 | Slovenia (bandiera) | A     | Robert Berič        |
| 34 | Slovenia (bandiera) | P     | Dragan Topić        |
| 35 | Slovenia (bandiera) | A     | Armend Sprečo       |
| 36 | Slovenia (bandiera) | C     | Aleš Majer          |
| 39 | Slovenia (bandiera) | A     | David Bunderla      |
| 55 | Slovenia (bandiera) | C     | Rajko Rep           |
| 66 | Slovenia (bandiera) | D     | Siniša Anđelković   |
| 70 | Slovenia (bandiera) | C     | Aleš Mertelj        |
|    | Slovenia (bandiera) | D     | Matjaž Kek          |
|    | Slovenia (bandiera) | D     | David Lonzaric      |

## Calciomercato

### Sessione estiva
| Acquisti | Acquisti     | Acquisti | Acquisti                    |
| R.       | Nome         | da       | Modalità                    |
| -------- | ------------ | -------- | --------------------------- |
| C        | Josip Iličič | Maribor  | definitivo (0,15 milioni €) |

| Cessioni | Cessioni        | Cessioni | Cessioni                   |
| R.       | Nome            | a        | Modalità                   |
| -------- | --------------- | -------- | -------------------------- |
| C        | Armin Bačinovič | Palermo  | definitivo (0,8 milioni €) |
| C        | Josip Iličič    | Palermo  | definitivo (2,2 milioni €) |

## Risultati

### Europa League
| Arbitro: | Viktor Shvetsov |

|             |           |           |
| Horváth 79’ | Marcatori | 30’ Mezga |

| Arbitro: | Euan Norris |

|               |           |  |
| Volaš 39’ 80’ | Marcatori |  |

| Arbitro: | Martin Ingvarsson |

|                           |           |  |
| Iličič 31’ 52’ Marcos 60’ | Marcatori |  |

| Arbitro: | Clément Turpin |

|                  |           |                                 |
| de Graaf 54’ 89’ | Marcatori | 20’ 73’ Marcos 67’ (rig.) Mezga |

| Arbitro: | Douglas McDonald |

|                                                |           |  |
| Maccarone 37’ (rig.) Hernández 39’ Pastore 77’ | Marcatori |  |

| Arbitro: | Stanislav Sukhina |

|                                       |           |                   |
| Tavares 14’ Iličič 58’ Anđelković 89’ | Marcatori | 62’ 68’ Hernández |